# The Wild Thornberrys
A Família Thornberrys (título em Portugal) ou Os Thornberrys (título no Brasil), no original The Wild Thornberrys, é uma série de televisão animada americana, criada por Arlene Klasky, Gábor Csupó, Steve Pepoon, David Silverman e Stephen Sustarsic para a Nickelodeon. A série retrata uma família americana de documentaristas da vida selvagem conhecida como Thornberrys, composta por Nigel, apresentador de televisão britânico de documentários sobre a natureza, a sua esposa Marianne, operadora de câmera, e seus filhos, Debbie, de 16 anos, Eliza a filha mais nova, Donnie, filho adotivo, e um chimpanzé com sotaque britânico de classe alta, chamado Darwin. A série concentra-se particularmente em Eliza, que tem a capacidade de se comunicar com os animais. A família Thornberry viaja para todos os continentes e ambientes de vida selvagem no ComVee, um veículo recreativo equipado com mecanismos de segurança para lidar com qualquer terreno ou corpo de água, para documentar detalhadamente as suas viagens, com episódios tipicamente envolvendo Eliza fazendo amizade com um animal, e posteriormente encontrando-se em perigo.

A Família Thornberrys, da esquerda para a direita: Nigel (em baixo à esquerda), Marianne (segurando a câmera), Eliza (de óculos), Darwin (o chimpanzé), Donnie (de cabelo castanho), e Debbie (sentada, enfadada)

A série estreou a 1 de setembro de 1998, na Nickelodeon como o décimo primeiro Nicktoon e o terceiro produzido por Klasky Csupo depois de Rugrats e Aaahh! ! ! Monstros reais . Durou cinco temporadas contendo 91 episódios no total, com o final da série sendo transmitido a 11 de junho de 2004.
A estreia da quarta temporada da série, "The Origin of Donnie", é um especial de televisão com foco na vida de Donnie Thornberry antes de ser adotado pela família. Uma longa-metragem, A Família Thornberrys - O Filme, lançada em 20 de dezembro de 2002, detalha a origem da habilidade de Eliza de falar com animais. Rugrats Go Wild, um filme crossover com Rugrats da Nickelodeon, lançado nos cinemas em 13 de junho de 2003. A mídia spin-off inclui lançamentos em DVD e três videogames.

## Enredo
A série concentra-se numa família nómada de documentaristas conhecidos como Thornberrys, famosos por seus estudos da vida selvagem na televisão. O enredo concentra-se principalmente na filha mais nova da família, Eliza, e no seu dom secreto de ser capaz de se comunicar com os animais, concedido após ter resgatado um xamã disfarçado de javali preso.
O presente permitiu que ela falasse com o chimpanzé de estimação dos Thornberrys, Darwin. Juntos, os dois frequentemente aventuram-se pela selva, fazendo amizade com muitas espécies de animais selvagens ao longo do caminho ou percebendo verdades morais e lições por meio das suas experiências ou do estilo de vida de uma espécie animal em particular, ou simplesmente ajudando as criaturas, pelas quais se familiarizam, nas suas dificuldades.